# Reprezentacja Japonii w piłce wodnej mężczyzn
Reprezentacja Japonii w piłce wodnej mężczyzn – zespół, biorący udział w imieniu Japonii w meczach i sportowych imprezach międzynarodowych w piłce wodnej, powoływany przez selekcjonera, w którym mogą występować wyłącznie zawodnicy posiadający obywatelstwo japońskie. Za jej funkcjonowanie odpowiedzialny jest Japoński Związek Pływacki (JASF), który jest członkiem Międzynarodowej Federacji Pływackiej.

## Historia
W 1932 reprezentacja Japonii rozegrała swój pierwszy oficjalny mecz na igrzyskach olimpijskich.

## Udział w turniejach międzynarodowych

### Igrzyska olimpijskie
Reprezentacja Japonii 8-krotnie występowała na Igrzyskach Olimpijskich. Najwyższe osiągnięcie to 4. miejsce w 1932 roku.

### Mistrzostwa świata
Dotychczas reprezentacji Japonii 7 razy udało się awansować do finałów MŚ. Najwyższe osiągnięcie to 10. miejsce w 2017.

### Puchar świata
Japonia jeden raz uczestniczyła w finałach Pucharu świata. W 2018 zajęła 7. miejsce.

### Igrzyska azjatyckie
Japońskiej drużynie 16 razy udało się zakwalifikować na Igrzyska azjatyckie. W 1958, 1962, 1966, 1970 zdobyła złote medale.